# Nanjing
Nanjing (kinesisk: 南京 ) er hovedstad i Kinas Jiangsu provins i det østlige Kina. Byen, der ligger omkring 15 moh. har et areal på 6.582 km² med 9.314.685(2020) indbyggere.
Byen har en prominent plads i Kinas historie og kultur. Nanjing har været hovedstad i Kina i flere forskellige perioder og regnes for én af de fire gamle hovedstæder i Kina.
Nanjing ligger ved Yangtzefloden og er det næststørste økonomiske center i det østlige Kina, kun overgået af Shanghai.
Den regnes for at have været verdens største by omkring år 1400 med omkring
500.000 indbyggere.
Byen blev i 1937 udsat for japansk bombning og en stor massakre på civilbefolkningen, kendt som Nanjing-massakren.

## Administrative enheder
Nanjing består af elleve bydistrikter og to amter:
- Bydistriktet Xuanwu (玄武区), 70 km², ca. 440.000 indbyggere (2004);
- Bydistriktet Baixia (白下区), 25 km², ca. 450.000 indbyggere (2004);
- Bydistriktet Qinhuai (秦淮区), 23 km², ca. 240.000 indbyggere (2004);
- Bydistriktet Jianye (建邺区), 18 km², ca. 170.000 indbyggere (2004);
- Bydistriktet Gulou (鼓楼区), 24 km², ca. 640.000 indbyggere (2004);
- Bydistriktet Xiaguan (下关区), 30 km², ca. 290.000 indbyggere (2004);
- Bydistriktet Pukou (浦口区), 894 km², ca. 480.000 indbyggere (2004);
- Bydistriktet Luhe (六合区), 1.487 km², ca. 860.000 indbyggere (2004);
- Bydistriktet Qixia (栖霞区), 302 km², ca. 370.000 indbyggere (2004);
- Bydistriktet Yuhuatai (雨花台区), 148 km², ca. 180.000 indbyggere (2004);
- Bydistriktet Jiangning (江宁区), 1.602 km², ca. 760.000 indbyggere (2004);
- Amtet Lishui (溧水县), 1.048 km², ca. 400.000 indbyggere (2004);
- Amtet Gaochun (高淳县), 750 km², ca. 420.000 indbyggere (2004).

## Myndigheder
Den kommunale leder i Kinas kommunistiske parti er Zhang Jinghua. Borgmester er Han Liming, pr. 2021.